# Cronache di Ioachim
Le Cronache di Ioachim sono un testo storico scoperto da Vasilij Tatiščev nella prima metà del XVIII secolo. Andate perdute dopo il 1784 sono giunte fino ad oggi grazie all'opera di quest'ultimo che ha trascritto gran parte del loro contenuto. Le Cronache descrivono la Storia precedente al X secolo della Rus' di Kiev e di Velikij Novgorod e sarebbero state, a detta del loro scopritore, una raccolta del XVII secolo, composta dal Patriarca Gioacchino, di fonti coeve a tale periodo.
Seppur le Cronache attirarono grande attenzione tra gli storici, essendo antecedenti persino alla Cronaca degli anni passati, più di un dubbio fu sollevato riguardo alla loro reale esistenza, causato da una parte dalla scomparsa dei manoscritti originali e dall'altra da un linguaggio giudicato a tratti troppo "moderno" rispetto all'epoca storica in cui avrebbero dovuto essere state scritte.
Il primo a sollevare dubbi al riguardo fu Nikolaj Michajlovič Karamzin, il quale le considerava una sorta di scherzo di Tatiščev. Alcuni ricercatori contemporanei ritengono tuttavia che le Cronache siano realmente esistite e che il loro contenuto fosse riferibile ad opere precedenti al XV secolo.